# Valentin Oberkersch
Valentin Oberkersch (* 28. Februar 1920 in India, Königreich der Serben, Kroaten und Slowenen; †  22. Dezember 2004 in Stuttgart) war ein deutscher Autor von Publikationen über jugoslawiendeutsche Geschichte des 20. Jahrhunderts.

## Leben
Valentin Oberkersch besuchte nach der Volksschule im syrmischen Inđija das „Alte Serbische Gymnasium“ in Sremski Karlovci (deutsch Karlowitz). 1939 studierte er in Belgrad Rechts- und Staatswissenschaft. Nach einem Jahr wechselte er an die Lehrerbildungsanstalt in Vrbas (Neu-Werbaß) und erhielt eine Ausbildung als Lehrer. Seit seiner frühesten Jugend war er Mitarbeiter im Schwäbisch-Deutschen Kulturbund. 
Nach dem Zusammenbruch des Königreiches Jugoslawien und der Einrichtung des Unabhängigen Staates Kroatien wurde er von Volksgruppenführer Branimir Altgayer in die Landesjugendführung der Deutschen Volksgruppe in Osijek (deutsch Essegg) berufen. 1942 nahm Oberkersch als Soldat am Zweiten Weltkrieg in Russland und Frankreich teil. Nach Kriegsende geriet er in britische Gefangenschaft, aus der er fliehen konnte. Zunächst arbeitete er als Bauhilfsarbeiter in Klagenfurt (Österreich). 1947 setzte er sein Studium an der Universität Graz fort und promovierte 1952 zum Doktor der Rechts- und Staatswissenschaften. Darauf studierte er an der Universität Graz acht Semester Geschichte und Philosophie, trat aber vor Abschluss seiner Dissertation über „Das Deutschtum in Kroatien“ in den bundesdeutschen Schuldienst ein und übernahm 1962 eine Lehrerstelle in Stuttgart, wo er bis zu seiner Pensionierung tätig war. 
1948 heiratete Oberkersch Maria Schneider aus Beočin, mit der er vier Söhne hatte; Herwig, Reinhard, Volker und Walter.

## Werk
Valentin Oberkersch verfasste mehrerer Publikationen zu geschichtlichen jugoslawiendeutschen Themen. 
Als Geschäftsführer der „Zentralberatungsstelle der Volksdeutschen“ in Graz setzte Oberkersch sich für seine vertriebenen Landsleute ein. Diese Arbeit setzte er in Stuttgart fort. Die „Heimatortsgemeinschaft (HOG) India“ wählte ihn von 1974 bis 1997 zu ihrem Vorsitzenden. In dieser Eigenschaft gab er die „Indiaer Heimatbücher“ von 1978 und 1996 heraus, verfasste 71 Indiaer Rundbriefe und stiftete 1988 die „Dr. Stefan Kraft-Plakette“. Als Oberkersch krankheitsbedingt den Vorsitz der HOG an Adam Kraft abgab, wurde er zum Ehrenvorsitzenden ernannt.

## Veröffentlichungen (Auswahl)
- Die Deutschen in Syrmien, Slawonien, Kroatien und Bosnien. Donauschwäbische Kulturstiftung, München 1989. ISBN 3-92627-607-X, 566S.
- India: deutsches Leben in Ostsyrmien: 1825-1944. Indiaer Heimatortsausschuss, 1978. 406S.
- India. 1. Text- und Bildband, Band 1. Donauschwäbische Kulturstiftung, München 1996. ISBN 3-92627-624-X, 958S.
- Die Banater Schwaben. Kurzgefasste Geschichte einer südostdeutschen Volksgruppe; mit einem volkskundlichen Anhang. Kulturreferat der Landsmannschaft der Banater Schwaben, München 1959. 118S.

Mitarbeit bei:
- Josef Beer, Georg Wildmann, Hans Sonnleitner et al.: Leidensweg der Deutschen im Kommunistischen Jugoslawien. Vier Bände. Bundesverband der Landsmannschaft der Donauschwaben. Arbeitskreis Dokumentation, Donauschwäbische Kulturstiftung, München 1992.

- Band I: Ortsberichte, 1991
- Band II: Erlebnisberichte, 1993
- Band III: Erschießungen – Vernichtungslager – Kinderschicksale, 1995
- Band IV: Menschenverluste – Namen und Zahlen,  1993

## Bewertung
Der Historiker Johann Böhm bewertete Oberkerschs Publikation: „Die Deutschen in Syrmien, Slawonien, Kroatien und Bosnien“: „Die Publikation [...] gibt brauchbare Einblicke in die historische Entwicklung der deutschen Minderheit und ihr Verhältnis zum jugoslawischen Staat von 1918 bis 1941, verharmlost aber das Eindringen der nationalsozialistischen Ideologie, die Rolle der nazistischen Erneuerungsbewegung von 1934 bis 1941 und die Neugründungen der NS-Volksgruppenführungen in Kroatien und im serbischen Banat ab April 1941. Darum braucht man sich nicht zu wundern, wenn Oberkersch sich bei den ehemaligen hohen NS-Amtswaltern wie Josef Beer, Dr. Sepp Janko, Jakob Lichtenberger u. a. für die Unterstützung bei der Abfassung seines Buches bedankt.“